# Ustavna komisija Državnega zbora Republike Slovenije
Ustavna komisija je komisija Državnega zbora Republike Slovenije.

## Delovanje
»Komisija obravnava predloge za začetek postopka za spremembo ustave Republike Slovenije, za spremembo ustavnega zakona za izvedbo temeljne ustavne listine o samostojnosti in neodvisnosti Republike Slovenije, za spremembo ustavnega zakona za izvedbo ustave Republike Slovenije in za spremembo ustavnega zakona o spremembi ustave Republike Slovenije ter pripravi predloge ustavnih zakonov za spremembe ustavnih aktov iz prejšnje alinee in predloge odlokov o njihovi razglasitvi.«

## Sestava
2. državni zbor Republike Slovenije
- izvoljena: 12. junij 1997
- predsednik: Janez Podobnik
- podpredsednik: Alojz Peterle
- člani: Anton Anderlič, Josip Bajc, Roberto Battelli, Igor Bavčar (do 29. oktobra 1997), Anton Delak, Leon Gostiša, Janez Janša, Zmago Jelinčič, Jožef Jerovšek, Jelko Kacin, Maksimiljan Lavrinc (do 25. septembra 1997), Darja Lavtižar Bebler, Jože Lenič (do 26. junija 1997), Miroslav Mozetič, Borut Pahor, Ciril Ribičič, Bogomir Špiletič, Franc Zagožen, Jože Zagožen
- funkcija član: Richard Beuermann (od 25. novembra 1997), Maksimiljan Lavrinc (od 9. oktobra 1997)

4. državni zbor Republike Slovenije
- izvoljena: ?
- predsednik: France Cukjati
- podpredsednik: Slavko Gaber
- člani: Anton Anderlič, Josip Bajc, Branko Grims, Eva Irgl, Jožef Jerovšek, Aurelio Juri, Anton Kokalj, Bojan Kontič, Darja Lavtižar Bebler, Branko Marinič, Marko Pavliha, Sašo Peče, Rudolf Petan, Marijan Pojbič, Miran Potrč, Jakob Presečnik, Anton Rop, Majda Širca, Marjetka Uhan, Franc Žnidaršič

5. državni zbor Republike Slovenije
- izvoljena: ?
- predsednik: Pavel Gantar
- podpredsednik: Julijana Bizjak Mlakar, France Cukjati
- člani: Anton Anderlič, Zvonko Černač, Joško Godec, László Göncz, Branko Grims, Janez Janša, Zmago Jelinčič Plemeniti, Bojan Kontič, Dušan Kumer, Darja Lavtižar Bebler, Rudolf Petan, Miran Potrč, Jakob Presečnik, Cvetka Zalokar Oražem